# Campionati mondiali di nuoto in vasca corta 2010 - 200 metri stile libero femminili
Le qualifiche per la finale si è svolta la mattina del 19 dicembre 2010, mentre la finale si è svolta la sera dello stesso giorno.

## Medagliere
| Posizione | Atleta         | Paese       |
| --------- | -------------- | ----------- |
| Oro       | Camille Muffat | Francia     |
| Argento   | Kathryn Hoff   | Stati Uniti |
| Bronzo    | Kylie Palmer   | Australia   |

## Record
Prima della manifestazione il record del mondo (RM) e il record dei campionati (RC) erano i seguenti:
| Record mondiale       | 1:51.17 | Federica Pellegrini Italia | 13 dicembre 2009 Istanbul, Turchia |
| Record dei campionati | 1:54.04 | Lindsay Benko Stati Uniti  | 7 aprile 2002 Mosca, Russia        |

Durante la competizione sono stati migliorati i seguenti record:
| Data             | Evento                 | Atleta         | Nazione | Tempo   | Record                |
| ---------------- | ---------------------- | -------------- | ------- | ------- | --------------------- |
| 15 dicembre 2010 | Finale staffetta 4x200 | Camille Muffat | Francia | 1:53.17 | Record dei campionati |
| 19 dicembre 2010 | Finale                 | Camille Muffat | Francia | 1:52.29 | Record dei campionati |

## Risultati batterie
| Pos. | Batteria | Corsia | Atleta                          | Nazionalità                   | Tempo       | Note        |
| ---- | -------- | ------ | ------------------------------- | ----------------------------- | ----------- | ----------- |
| 1    | 8        | 7      | Kathryn Hoff                    | Stati Uniti                   | 1:53.48     |             |
| 2    | 9        | 5      | Camille Muffat                  | Francia                       | 1:54.27     |             |
| 3    | 10       | 4      | Federica Pellegrini             | Italia                        | 1:54.66     |             |
| 4    | 10       | 7      | Kylie Palmer                    | Australia                     | 1:54.78     |             |
| 5    | 8        | 3      | Yi Tang                         | Cina                          | 1:54.99     |             |
| 6    | 8        | 4      | Evelin Verrasztó                | Ungheria                      | 1:55.29     |             |
| 7    | 10       | 6      | Blair Evans                     | Australia                     | 1:55.32     |             |
| 8    | 10       | 5      | Dana Vollmer                    | Stati Uniti                   | 1:55.40     |             |
| 9    | 9        | 4      | Frederike Heemskerk             | Paesi Bassi                   | 1:55.46     |             |
| 10   | 8        | 5      | Silke Lippok                    | Germania                      | 1:55.58     |             |
| 11   | 6        | 1      | Hang Yu Sze                     | Hong Kong                     | 1:55.83     |             |
| 12   | 9        | 3      | Ágnes Mutina                    | Ungheria                      | 1:55.85     |             |
| 13   | 8        | 8      | Leone Vorster                   | Sudafrica                     | 1:55.89     |             |
| 14   | 10       | 8      | Sharon Van Rouwendaal           | Paesi Bassi                   | 1:56.22     |             |
| 15   | 10       | 3      | Qianwei Zhu                     | Cina                          | 1:56.27     |             |
| 16   | 10       | 1      | Patricia Castro Ortega          | Spagna                        | 1:56.41     |             |
| 17   | 9        | 7      | Genevieve Saumur                | Canada                        | 1:56.54     |             |
| 18   | 9        | 6      | Sarah Sjöström                  | Svezia                        | 1:56.58     |             |
| 19   | 9        | 2      | Coralie Balmy                   | Francia                       | 1:57.10     |             |
| 20   | 8        | 6      | Petra Granlund                  | Svezia                        | 1:57.27     |             |
| 21   | 9        | 1      | Daniela Schreiber               | Germania                      | 1:57.38     |             |
| 22   | 7        | 4      | Nina Rangelova                  | Bulgaria                      | 1:57.48     |             |
| 23   | 7        | 3      | Cecilie Waage Johannessen       | Norvegia                      | 1:57.93     |             |
| 24   | 8        | 2      | Veronika Popova                 | Russia                        | 1:57.99     |             |
| 25   | 7        | 2      | Renata Spagnolo                 | Italia                        | 1:58.11     |             |
| 26   | 7        | 7      | Daryna Zevina                   | Ucraina                       | 1:58.12     |             |
| 27   | 5        | 6      | Pernille Blume                  | Danimarca                     | 1:59.02     |             |
| 28   | 7        | 6      | Tatiana Lemos-Barbosa           | Brasile                       | 1:59.18     |             |
| 29   | 6        | 2      | Andreína Pinto                  | Venezuela                     | 1:59.26     |             |
| 30   | 10       | 2      | Victoria Malyutina              | Russia                        | 1:59.46     |             |
| 31   | 6        | 5      | Cecilia Biagioli                | Argentina                     | 1:59.47     |             |
| 32   | 7        | 8      | Kristel Köbrich                 | Cile                          | 1:59.53     |             |
| 33   | 6        | 4      | Barbora Zavadova                | Rep. Ceca                     | 2:00.38     |             |
| 34   | 6        | 3      | Katarina Listopadova            | Slovacchia                    | 2:00.46     |             |
| 35   | 7        | 5      | Alexandra Gabor                 | Canada                        | 2:00.54     |             |
| 36   | 9        | 8      | Katarina Filova                 | Slovacchia                    | 2:01.28     |             |
| 37   | 5        | 2      | Drakou Theodora                 | Grecia                        | 2:01.44     |             |
| 38   | 6        | 8      | González Ramírez María Fernanda | Messico                       | 2:01.45     |             |
| 39   | 5        | 5      | Ting Chen                       | Taipei cinese                 | 2:01.51     |             |
| 40   | 7        | 1      | Nina Sovinek                    | Slovenia                      | 2:01.62     |             |
| 41   | 5        | 3      | Alexia Pamela Benitez Quijada   | El Salvador                   | 2:01.76     |             |
| 42   | 5        | 4      | Gizem Bozkurt                   | Turchia                       | 2:02.09     |             |
| 43   | 5        | 8      | Carmen Cianci                   | Colombia                      | 2:02.35     |             |
| 44   | 4        | 2      | Patarawadee Kittiya             | Thailandia                    | 2:02.64     |             |
| 45   | 4        | 4      | Victoria Isabelle Ho            | Giamaica                      | 2:02.90     |             |
| 46   | 6        | 7      | Maiko Fujino                    | Giappone                      | 2:03.01     |             |
| 47   | 5        | 1      | Ranohon Amanova                 | Uzbekistan                    | 2:03.03     |             |
| 48   | 4        | 3      | Kirsten Ann Lapham              | Zimbabwe                      | 2:03.52     |             |
| 49   | 4        | 6      | Simona Marinova                 | Macedonia                     | 2:03.74     |             |
| 50   | 5        | 7      | Horn Nicole                     | Zimbabwe                      | 2:03.75     |             |
| 51   | 6        | 6      | Burcu Dolunay                   | Turchia                       | 2:03.98     |             |
| 52   | 3        | 7      | Lara Butler                     | Isole Cayman                  | 2:04.61     |             |
| 53   | 4        | 5      | Daniela Kaori Miyahara          | Perù                          | 2:04.92     |             |
| 54   | 4        | 8      | Malia Mghezzi Bekhouche         | Algeria                       | 2:06.59     |             |
| 55   | 4        | 7      | Andrea Cedrón                   | Perù                          | 2:08.10     |             |
| 56   | 3        | 4      | Davina Mangion                  | Malta                         | 2:09.27     |             |
| 57   | 3        | 5      | Sara Hyajna                     | Giordania                     | 2:09.38     |             |
| 58   | 4        | 1      | Shannon Austin                  | Seychelles                    | 2:10.67     |             |
| 59   | 3        | 2      | Talita Baqlah                   | Giordania                     | 2:11.97     |             |
| 60   | 3        | 3      | Talisa Pace                     | Malta                         | 2:12.16     |             |
| 61   | 3        | 1      | Wai Sam Lou                     | Macao                         | 2:12.19     |             |
| 62   | 3        | 6      | Olivia Planteau De Maroussem    | Mauritius                     | 2:12.86     |             |
| 63   | 2        | 4      | Tieri Erasito                   | Figi                          | 2:15.29     |             |
| 64   | 2        | 3      | Britany Van Lange               | Guyana                        | 2:15.77     |             |
| 65   | 1        | 3      | Cheyenne Rova                   | Figi                          | 2:20.66     |             |
| 66   | 1        | 4      | Danielle Bernadine Findlay      | Zambia                        | 2:21.19     |             |
| 67   | 2        | 6      | Anum Bandey                     | Pakistan                      | 2:21.92     |             |
| 68   | 2        | 5      | Emily Chan Chee                 | Mauritius                     | 2:23.71     |             |
| 69   | 2        | 2      | Grace Kimball                   | Isole Marianne Settentrionali | 2:26.24     |             |
| 70   | 2        | 7      | Osisang Chilton                 | Palau                         | 2:29.32     |             |
| 71   | 1        | 5      | Mahnoor Maqsood                 | Pakistan                      | 2:31.40     |             |
|      | 8        | 1      | Lotte Friis                     | Danimarca                     | Non partita | Non partita |

## Finale
| Pos. | Corsia | Atleta              | Nazionalità | Tempo   | Note                  |
| ---- | ------ | ------------------- | ----------- | ------- | --------------------- |
|      | 5      | Camille Muffat      | Francia     | 1:52.29 | Record dei campionati |
|      | 4      | Kathryn Hoff        | Stati Uniti | 1:52.91 |                       |
|      | 6      | Kylie Palmer        | Australia   | 1:52.96 |                       |
| 4    | 2      | Yi Tang             | Cina        | 1:53.07 |                       |
| 5    | 1      | Blair Evans         | Australia   | 1:55.03 |                       |
| 6    | 7      | Evelin Verrasztó    | Ungheria    | 1:55.06 |                       |
| 7    | 3      | Federica Pellegrini | Italia      | 1:55.24 |                       |
| 8    | 8      | Dana Vollmer        | Stati Uniti | 1:56.73 |                       |